# Boophis ankarafensis
Espèce
Boophis ankarafensis est une espèce d'amphibiens de la famille des Mantellidae.

## Répartition
Cette espèce est endémique du Nord-Ouest de Madagascar. Elle se rencontre dans la forêt d'Ankarafa.

## Description

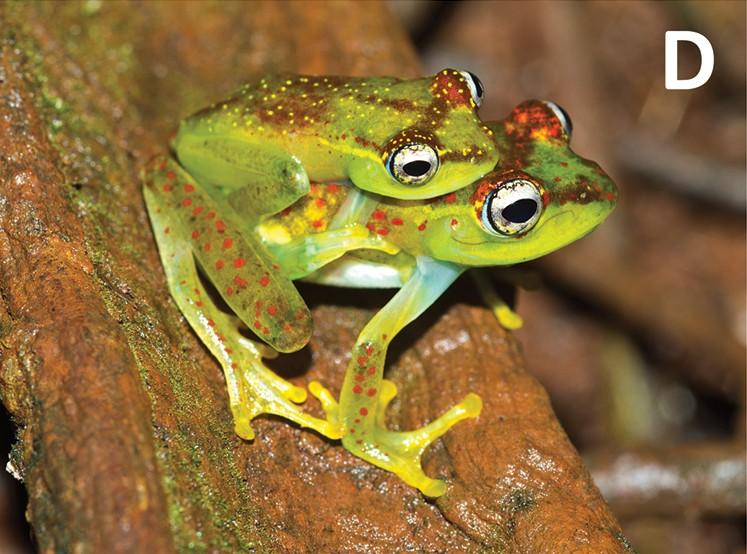

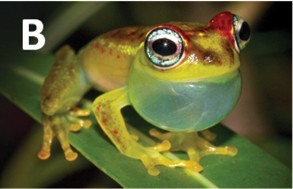

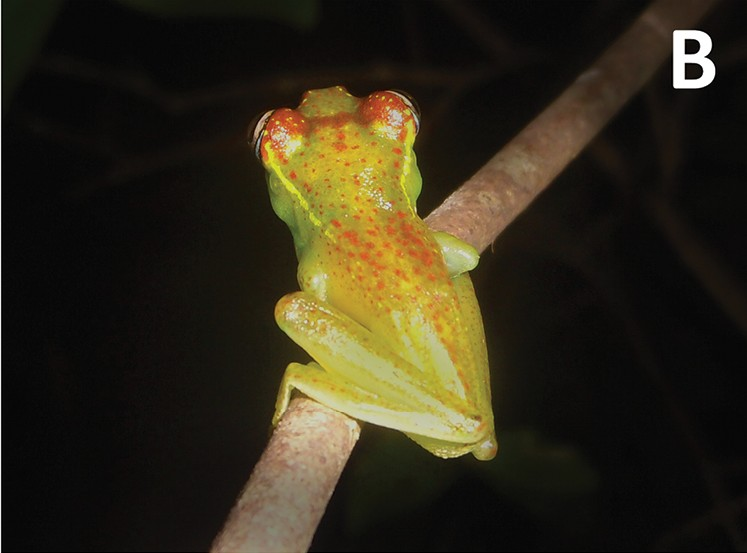

Les 3 spécimens adultes mâles observés lors de la description originale mesurent entre 22,9 mm et 24,0 mm de longueur standard et le spécimen adulte femelle observé lors de la description originale mesure 28,5 mm de longueur standard.

## Étymologie
Son nom d'espèce, composé de ankaraf et du suffixe latin -ensis, « qui vit dans, qui habite », lui a été donné en référence au lieu de sa découverte, la forêt d'Ankarafa.

## Publication originale
- Penny, Andreone, Crottini, Holderied, Rakotozafy, Schwitzer & Rosa, 2014 : A new species of the Boophis rappiodes group (Anura, Mantellidae) from the Sahamalaza Peninsula, northwest Madagascar, with acoustic monitoring of its nocturnal calling activity. ZooKeys, no 435, p. 111–132 (texte intégral).